# ていぬ
ていぬは、北海道札幌市手稲区のマスコットキャラクターである。手稲区区制20周年記念事業の一環として作成された。

## 概要
手稲の歴史･資源･特性など、手稲らしさを生かすとともに、手稲の良さの再発見を目指すという目的で作られたマスコットキャラクター。区のシンボルとして活用されている。

## プロフィール
- 名前：ていぬ
  - 頭が手の形をした犬のキャラクターであることから「ていぬ」と名付けられた。手稲（ていね）とのダジャレでもある。
- 性別：不明
  - 一人称は「ボク」であり「ていぬ君」と呼ばれることが多いが、性別は不明のため「ていぬちゃん」「ていぬさん」などと呼んでも振り返る。
- 年齢：20歳以上
  - 平成元年11月6日に手稲山で発見されたため、少なくとも20歳は超えている。人間でいうと成人しているためお酒も飲める。ちなみに平成元年11月6日は、札幌市西区から分区して手稲区が誕生した日である。
- 好きなもの：大浜みやこかぼちゃ、さっぽろスイカ、クリームパン
  - 大浜みやこかぼちゃとさっぽろスイカは手稲区の名産品である。鼻が赤いのはかぼちゃとスイカの食べ過ぎによるものらしい
  - クリームパンは自身の顔と似ているため。
- 苦手なもの：暑（熱）さ
  - 自分で体温調節ができないため。猫舌でもあるらしい。
- 悩みごと：自分が人間なのか犬なのかわからないこと
  - 本人としては自分は人間だと思っているが、お手といわれるとつい反応してしまう。
  - 人間の言葉を勉強中。そのため、''よろしくです''''〜したです''など、やや不自然な敬語を話す。
- 趣味：犬と散歩
  - 自分が犬ではないことを主張できるから。

## 誕生の経緯
前述の通り、手稲区区制20周年記念事業の一環として平成21年に作成された。

### デザインの公募
札幌市の広報誌「広報さっぽろ」等でデザインを公募。日本全国、6歳～73歳の方々からデザイン案が寄せられ、応募総数は221点に及んだ。

### 全応募作品の公開
手稲駅自由通路「あいくる」、手稲区公式ホームページにて、応募のあった全作品を公開し、選考作業の参考とするため広く意見（お気に入りのキャラクター、そのキャラクターを選んだ理由、今後の活用方法など）を募集、600件を超える意見が寄せられた。

### 選考・決定
キャラクターの選考は、学識経験者、地域住民の代表などから構成される選考委員会によって行われた。寄せられた意見や各委員の意見、今後の活用方法などを考慮し、以下の2つの視点から10作品を選出。	
- かわいくて親しみがあるもの
- 人の興味を引き付けるようなインパクトがある

さらに話し合いを進めた結果、かわいくて親しみがあり多くの人に愛されるキャラクターになるという期待を込めて、最終案を決定。そのデザインを元にして現在の姿のていぬが誕生した。
応募案の一部や選考に残った10作品は、手稲区の公式ホームページで見ることができる
。

## 活動
手稲区のイメージアップのため、区内のお祭りなどを中心に様々なイベントに出演している。
- 2013年8月26日 - 手稲駅南口ロータリーに、苔で作られたていぬのトピアリーが完成[4]
- 2014年1月 - 手稲区役所で行われている「ウォームシェア（みんなであったまろう）」運動の一環として握手会を開催[4]
- 2014年2月23日 - 手稲山大滑降という大会に参加、着ぐるみ姿でスキーを滑った[5]
- 2014年11月27日 - 手稲渓仁会病院のドクターヘリにていぬのステッカーが貼られる[6]
- 2016年3月2日 - 手稲山大滑降に参加、２年ぶりにスキーを披露[4]
- 2016年11月7日 - 手稲区役所で出生・婚姻の届出をした人を対象にていぬ記念カードを配布[7]

### Twitter
朝と夜に一言ずつ呟くほか、主に以下の2つを行っている。
- 地名紹介	
  - 手稲区内の地区に関して、地名の由来や歴史などを紹介している。
- 鼻歌タイム	
  - 手稲区内にある小中学校の校歌の一部をランダムで歌う。

### 絵かきうた
2011年12月16日に地域住民の発案により絵かきうたが完成。うた入りバージョン、カラオケバージョンと楽譜が配布されている。

## グッズ
手稲区民センターや一部の地区センター、手稲区前田にある「ていね・さくら館ショップさくら」でグッズを販売している。シールやクリアファイル、軍手、マウスパッドなどの他、手作り本革バッジや手作り本革コインケースなどの革製品、クッキーなどの食料品も販売されている。

また公式ホームページでは、携帯壁紙や季節限定のものなど様々なイラストを無料でダウンロードすることができる。

### LINEスタンプ
2016年1月19日に、「ていぬ活用委員会」のメンバーが中心となって作成した、LINEスタンプ「ていぬくん」が配信されている。